# ドナとドクター
「ドナとドクター」（原題: "Partners in Crime"）は、イギリスのSFドラマ『ドクター・フー』の第4シリーズ第1話。2008年4月5日に BBC One で放送された。本作からは、2006年クリスマススペシャル「消えた花嫁」にゲスト出演したキャサリン・テイトが同じくドナ・ノーブル役で出演した。本作ではドナと異星人のタイムトラベラーである10代目ドクターが、革新的なダイエット薬を開発しているアディポーズ社を調査するうちに再会する。アディポーズ社の女性社長フォスターは人間の脂肪組織から白いエイリアンのアディポーズを生み出し、ドナとドクターは彼女から数千人の民衆を守ろうとする。
本作に登場するエイリアンであるアディポーズはMASSIVEというソフトウェアで製作されており、このソフトウェアはファンタジー映画やSF映画で込み入ったシーンに広く使われている。
「ドナとドクター」ではジャクリーン・キングが「消えた花嫁」のシルヴィア・ノーブル役で、バーナード・クリビンスが俳優ハワード・アットフィールドの演じていたジオフ・ノーブルの死後「呪われた旅路」のウィルフレッド・モット役で再出演した。また、ビリー・パイパーがローズ・タイラー役で第2シリーズの「永遠の別れ」（2006年）以来の僅かな再登場を果たし、このシーンは試写会の映像には収録されていなかった。
本作は数多くの肯定的な評価を受けた。大多数の批評家はアディポーズの製作に使用された視覚効果を好み、「消えた花嫁」と比較して控えめなキャサリン・テイトの演技を称賛した。ドナはフルタイムのコンパニオンとなって"叫ぶ口汚い女"から、より感動的な人物に変わった。エピソードのプロットを巡って批評家の意見は割れ、エグゼクティブ・プロデューサーのラッセル・T・デイヴィスの脚本も「純粋な喜び」から「タバコのパッケージの裏面」まで意見があった。

## 製作

### キャスティング
「ドナとドクター」にはシリーズに復帰した俳優が複数人いる。キャサリン・テイトはプロデューサージュリー・ガードナーとの昼食でドナ・ノーブル役での再出演の機会をオファーされた。テイトはガードナーが伝記映画への出演を依頼すると予期しており、後に"想定からかけ離れていた" ("the furthest thing from [her] mind") と語った。テイトの再出演は『ドクター・フー』のファンの間で物議を醸し、彼女の受けた批判はダニエル・クレイグがジェームズ・ボンド役でキャスティングされた際に匹敵するものだった。
「消えた花嫁」でドナの父ジオフ役で出演したハワード・アットフィールドは本作のシーンが複数撮影されていたが、第4シリーズでの残りのシーンが完成する前に死去した。プロデューサーは敬意を表して彼のキャラクターを退場させ、エピソードのエンドロールに名前を掲載することに決めた。プロデューサーのフィル・コリンソンは彼のキャラクターを本来無関係であった「呪われた旅路」のスタン・モットに移し、彼をドナの祖父として書き直した。エグゼクティブ・プロデューサーのラッセル・T・デイヴィスとガードナーはこのアイディアを気に入り、バーナード・クリビンスをアットフィールドのシーンの再撮影に呼び、「呪われた旅路」のエンドクレジットを変更する際にデイヴィスが気に入ったウィルフレッドという名前のキャラクターを与えた。

### 脚本
デイヴィスは本作の執筆に違うアプローチを採用した。10代目ドクター役のデイヴィッド・テナントとフォスター役のサラ・ランカシャーは、登場人物ミス・フォスターは善意を持っていたが道徳的には曖昧であったと指摘している。アディポーズ薬も服用者にはWin-Winの関係であるが、希な副作用であやふやになっている。デイヴィスはミス・フォスターを『スーパーナニー』の出演者ジョー・フロストとアルゼンチンの博愛主義者かつ政治家エバ・ペロンに基づかせており、ランカシャーも自身のキャラクターをメアリー・ポピンズと対比した。アディポーズは視聴者を怖がらせる敵対者としてデザインされた「ラザラスの欲望」のラザラスや「女王と狼男」の狼男といった『ドクター・フー』の普段の悪役・敵対者とは違うスタイルであり、アディポーズは可愛らしく描写されることで奇妙で超現実的な体験をもたらした。
第4シリーズでのドクターのコンパニオンはジャーナリストのペニーが予定されていたが、キャサリン・テイトがドナ役でコンパニオンになる形に変更された。ペニーは本作で僅かに登場するのみとなった。デイヴィスはドナの人物像に一部の変更を加えており、ドナは"叫ぶ口汚い女性"から極めて"傷つきやすく感動的"な人物に変わった。ドクターに恋愛感情を抱いたローズやマーサとは違い、ドナはドクターに辛辣で大人の態度を取った。ドナはドクターを美化して語らないため彼の独特性に疑問を投げかけやすく、テイトはドナがドクターとより平等であると考えた。

#### ドナの身振り手振り
製作中、台本の都合でドナはドクターに身振り手振りでメッセージを送る必要があった。「ドクター！オー！マイ！ゴッド！私よ！これって最高だわ！ずっと捜してたのよ。あなたを！見たのよ。インターネットで。こっそり忍び寄って盗み聞きしたの。それで発見！」という文言は脚本家ラッセル・T・デイヴィスにより台本に記載されていた。英語での文言は以下の通り。
Donna does a little mime: "I came here, trouble, read about it, internet, I thought, trouble = you! And this place is weird! Pills!  So I hid.  Back there.  Crept along.  Looked.  You.  Cos they..."—Russell T Davies、"Partners in Crime" shooting script.
テイト曰く、デイヴィスは彼女が当日に何か思いつくのではないかと提案した。彼女は撮影の間に即興でパントマイムを演じた。

### 撮影

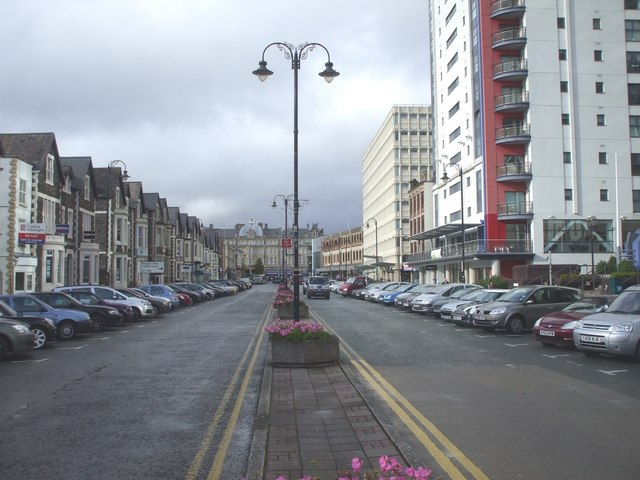
カーディフ、チャーチル・ウエイ

本作は2007年10月に第4シリーズの第4製作ブロックで撮影された。脈絡のない順序で撮影が行われたため、「侵略前夜」と「死に覆われた星」の舞台装置であるアトモスを本作で登場させていることを隠すことができた。アトモス車は「ドナとドクター」においてはタクシーのシーンで登場した。本作は大部分で夜を舞台としていたため、数多くのシーンが早朝に撮影された。
ドナとドクターがアディポーズ社を調査するシーンは撮影が困難だった。当該シーンは完成までに30ショットを必要とし、テナントとテイトはそれぞれ同時に画面に登場するのを避けるという問題に直面した。このシーンは土曜日の朝早くにニューポート郊外のピクチャー・ファイナンスのコールセンターで撮影され、同社の電話交換手がエキストラとして出演した。
アディポーズ社の外観はカーディフ都心に位置するイギリスのガス会社のビル（ヘルモント・ハウス）で撮影された。健康上および安全上の理由から、テナントは窓ふきのプラットフォームでスタントを演じることを禁止された。スタントを必要としたシーンはフォスターのソニック・ペンをキャッチしたシーンであり、完成に数ショットを要した。

### アディポーズ
アディポーズはデイヴィスの所有する縫いぐるみからインスパイアされた。アディポーズという名前は脂肪組織の英語での正式名称 adipose tissue に由来する。デイヴィスはドゥボーイと同様にラードのブロックのような形状の子どもに親しみやすい可愛らしい生物を作り出した。ポストプロダクションチーム The Mill との相談を重ねた結果、アディポーズ一個体一個体に耳と並外れた牙がデザインされた。MASSIVEを開発してアカデミー賞を受賞したスティーヴン・レジェラスはロンドンへ飛んで群集の特殊効果の製作を監督した。『ドクター・フー』のファンでもあるレジェラスは The Mill の特殊効果を手助けできることに熱狂し、"The Mill が『ドクター・フー』の製作に携わっていることを最初に知ったとき、私はMASSIVEが第4シリーズでダーレクやサイバーマンの大群に使われるかもしれないととても期待し、参加する機会に飛び込んだんだ」と主張した。The Mill は2タイプのアディポーズを製作した。1つは人工知能により独立した動きをするエキストラで、もう1つは手作業で操作された"ヒーロー"のアディポーズである。

## 放送と評価

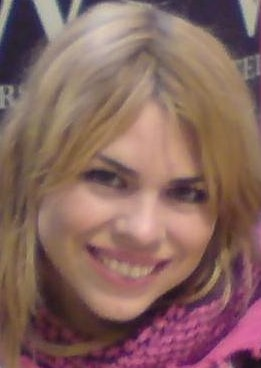
テナントはビリー・パイパーの復帰に"背筋がゾクゾクする"と述べた。

### 放送と評価
本作は2008年4月5日午後6時20分に放送され、2005年に新シリーズが始まって以来最も早い時間枠であった。デイヴィスは『ドクター・フー』の視聴者が150万人減る恐れがあるとBBCのスケジュール部門を批判・主張した。番組は4本のエピソードを放送した後、「ドクターの娘」から午後7時の枠へ戻った。
試写会に提供され記者会見でもオンエアされた本作の試写会版はローズの登場シーンが省かれいていた。放送前に当該シーンを見ていたのは製作チームとテイト、テナントだけであった。このシーンにはローズの別れのモチーフである "Doomsday" が使用された。テナントは「放送の夜に……ラジオ・タイムズはそれが来ていることを伝えないだろうね、それは本物の[……]として来る。背筋がゾクゾクする」とコメントした。
当夜の視聴者数は840万人、ピーク時には870万人で、番組視聴占拠率は39.4%と推定されている。トータルでの視聴者数は910万人を記録した。グランドナショナルがピーク時に1010万人の視聴者を獲得したものの、4月5日に最も視聴者の多かった番組は『ドクター・フー』であるとされている。本作の評価指数は88 ("Excellent") で、同日に放送されたどの番組よりも高い値であった。
なお本作は日本では放送されなかったが、2013年1月20日からひかりTVで日本初配信された。同年11月22日までにはHuluでも配信が開始された。

### 批評
本作は数多くの肯定的なレビューを受けた。デイリー・テレグラフに寄稿したジョン・プレストンは本作を"薄められていない勝利"と呼んだ。レビューの冒頭で彼は「昨晩のエピソードはあなたがテレビで見るように"純粋な喜びの50分として私を揺さぶった」とコメントし、本作の肥満の話題のテーマの巧妙な取り組み、感動と特殊効果が混ざり合っていると記した。彼は「落胆した批評家は、取るに足らない馬鹿げたシーンでさえも拒絶して取り上げ、不機嫌そうに離れて歩く」と綴ってレビューを締め括った。ザ・ステージのスコット・マシューマンはアディポーズが十分な脅威でないと嘆いた。彼はアディポーズによるミス・フォスターの処刑を気に入り、チャック・ジョーンズや Wile E. Coyote and the Road Runner と対比して「一瞬滞空して、キャラクターが下を見たときにのみ重力が働く」と述べ、「本作では小さな良いタッチだった」とした。また、彼はテイトを高評価しており、「ディヴィッド・テナントはとうとう対等な立場に近づくパートナーを手に入れた」とコメントした。ガーディアンのサム・ウォラストンは、テイトがあまりにヒステリックでコメディすぎていてクールさも足りないためこの役には相応しくないと論評し、彼女の参入は彼女のテレビシリーズの人気とトレードするためと、『ドクター・フー』の魅力を広げるためとも感じた。また、彼は音楽がやや圧迫的であると感じたが、これらの批判にも拘わらず、彼は番組がまだとても優れたテレビであると結論付けた。メトロのケイス・ワトソンは本作の評価に4つ星を与えた。彼はテイトを嫌ったにも拘わらず彼女はそれほど悪くないと論評した。彼はアディポーズについて肯定的で、番組の質の理由としてアディポーズを挙げている。レビューの締め括りとして、彼は腹がよじれるほど笑ったと述べた。
ザ・ピープルのジョン・ワイズは「『ドクター・フー』は土曜日の夜を室内で過ごす超銀河的な方法だ」と述べ、ドナがマーサやローズと違ってドクターに恋愛的な惹かれ方をしていないことを高評価した。デジタル・スパイのベン・ローソン・ジョーンズは全体的に肯定的なレビューを本作にしており、「アクション・コメディ・激しさ・予想だにしない衝撃的なカメオ出演の勝利のブレンドを提供する、純粋な素晴らしい家族の楽しみ」と纏めた。
本作は否定的なレビューも受けた。タイムズのアンドリュー・ビレンは「『ドクター・フー』のメインの仕事が、彼らの父を奇妙な哲学的アイディア・時折のクラシックの言及・おそらく説明したくないであろうジョークやちょっとした宇宙の美女で父親を楽しませながら、子どもをソファの陰で怖がらせることであることを、デイヴィスは忘れてしまっている」と嘆いた。また、彼は脚本とキャスティングを批判したが、テイトについては「調子を落とした演技だ」と褒めた。Syfy Portal のアラン・スタンリー・ブレアは本作を「しっかりとしたストーリーが絶望的なまでに必要とされる、暴走した土曜の朝のカートゥーン」であると纏めた。ブレアは本作の音楽とコメディに欠点を感じたが、テイトの演技とパイパーのカメオ出演が印象に残った。サンデー・ミラーのケビン・オサリバンはテイトとテナントの過剰な演技を批判し、脚本への懸念も示した。彼は「緊張感が滲み出ていない。立ちはだかった怖ろしい宇宙の敵は、サラ・ランカシャーの銀河系のスーパー乳母、銃を持った警備員の2人組、そして可愛くて太った赤ちゃんがたくさんいるだけだった」と述べた。ニュース・オブ・ザ・ワールドのイアン・ハイランドは、子どもに優しいストーリーラインをタバコのパッケージの裏面になぞらえて批判した。また、彼はテナントが疲れて見えることと、テイトがいまだ叫んでいることも批判した。